# Donsö
Donsö (prononcé en suédois : /dûːnsøː/) est une île de l'archipel sud de Göteborg et une localité de la commune de Göteborg.

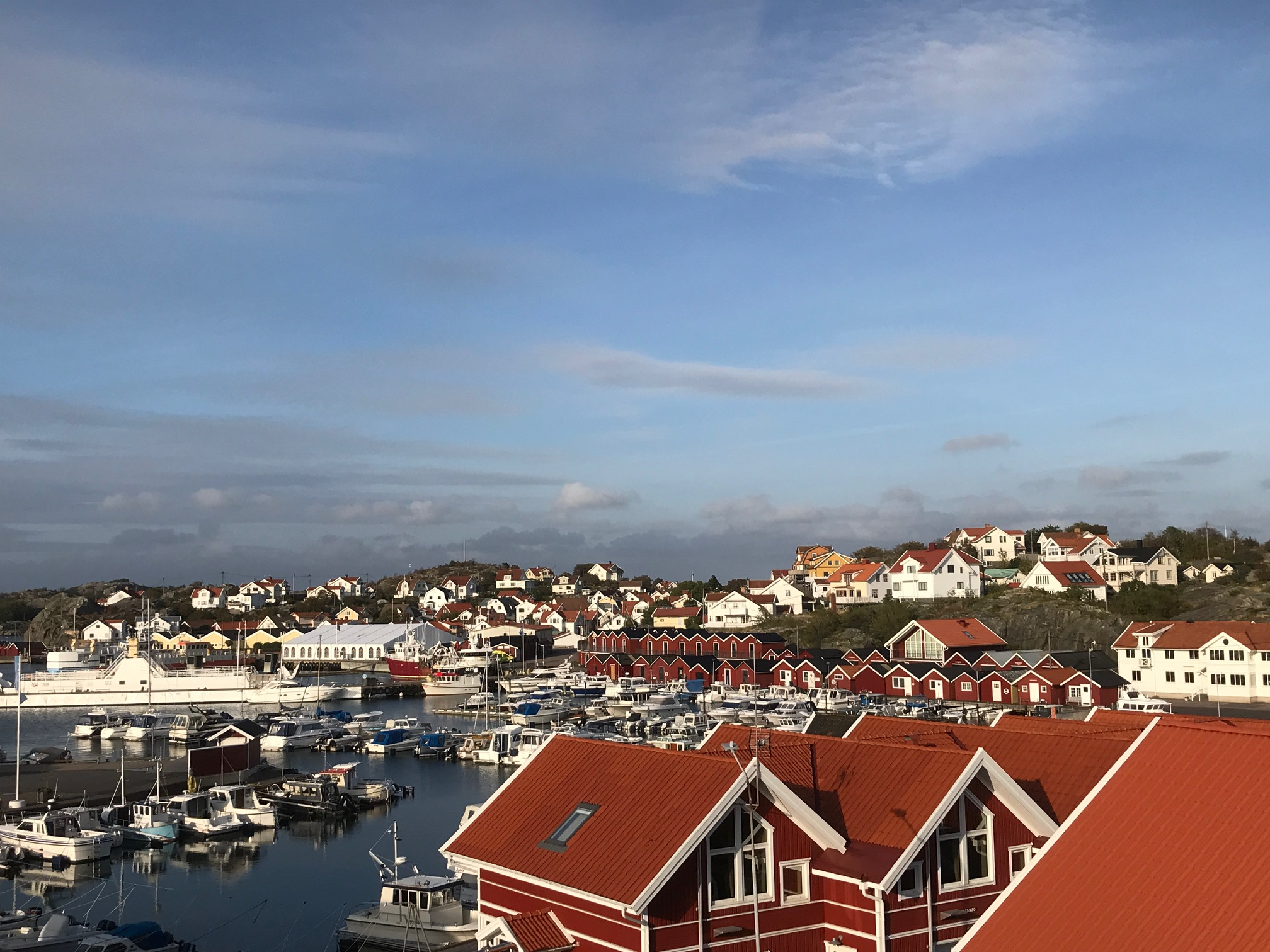
Port de Donsö

Elle est reliée à l'île de Styrsö par un pont.

## Économie
L'économie de l'île est l'aboutissement d'une longue tradition maritime : pendant plusieurs siècles, la pêche fut l'activité dominante. Puis, lorsque les moteurs commencèrent à remplacer les voiles sur les navires de pêche, des familles de l'île entreprirent de transporter, outre le poisson et des denrées d'épicerie, du carburant pour approvisionner les autres entreprises de pêche de l'archipel.
Aujourd'hui, l'île est le siège de 10 compagnies de transport maritime spécialisées dans le transport d'énergies fossiles, avec plus de 50 navires dont la plupart sont trop gros pour stationner dans le port.

### Événements

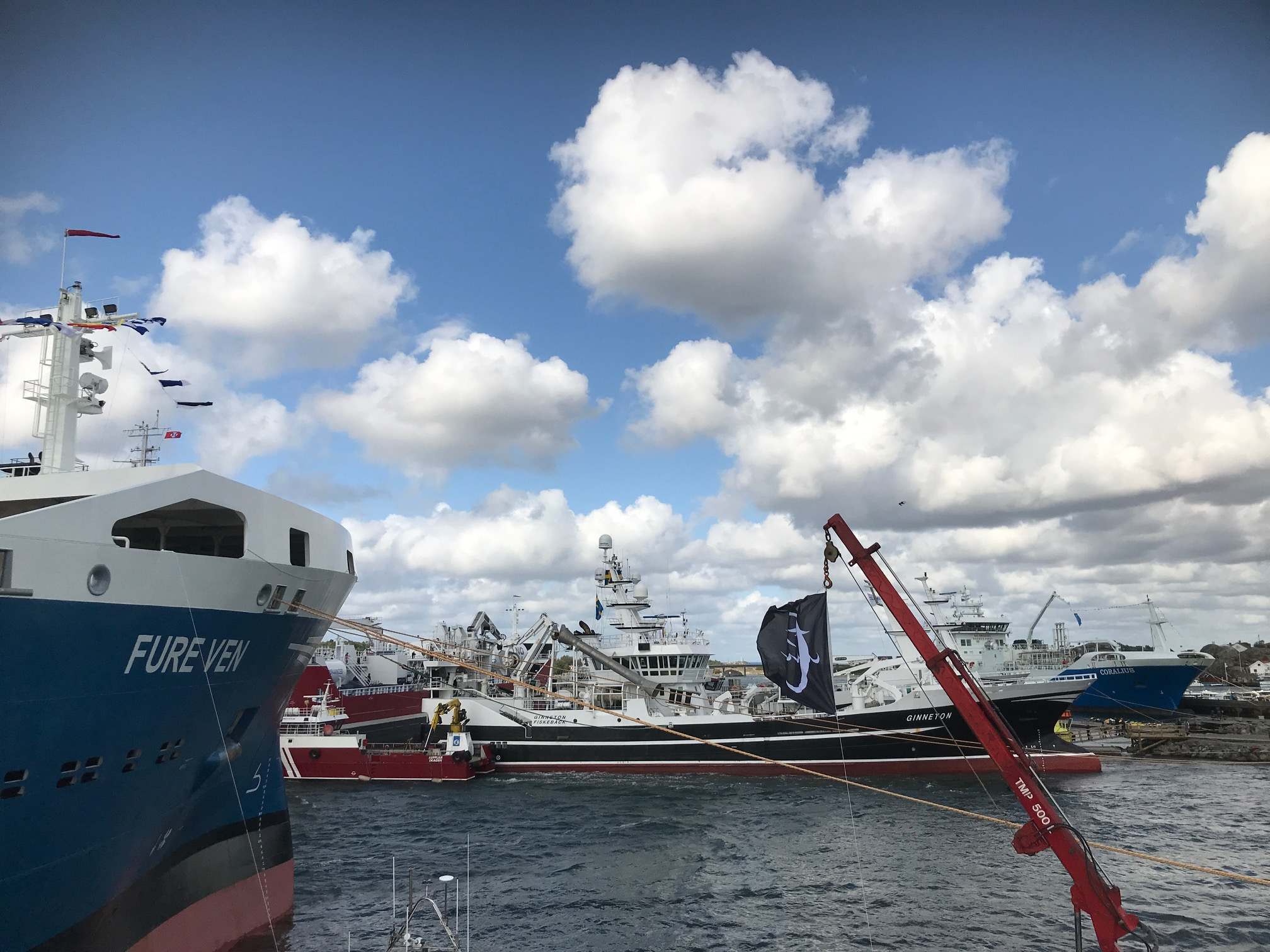
Quelques bateaux de la flotte de Donsö au Donsö Shipping Meet de 2019

Donsö accueille le salon bisannuel Donsö Shipping Meet, la plus importante rencontre suédoise du transport maritime.